# Semafoor (communicatie)

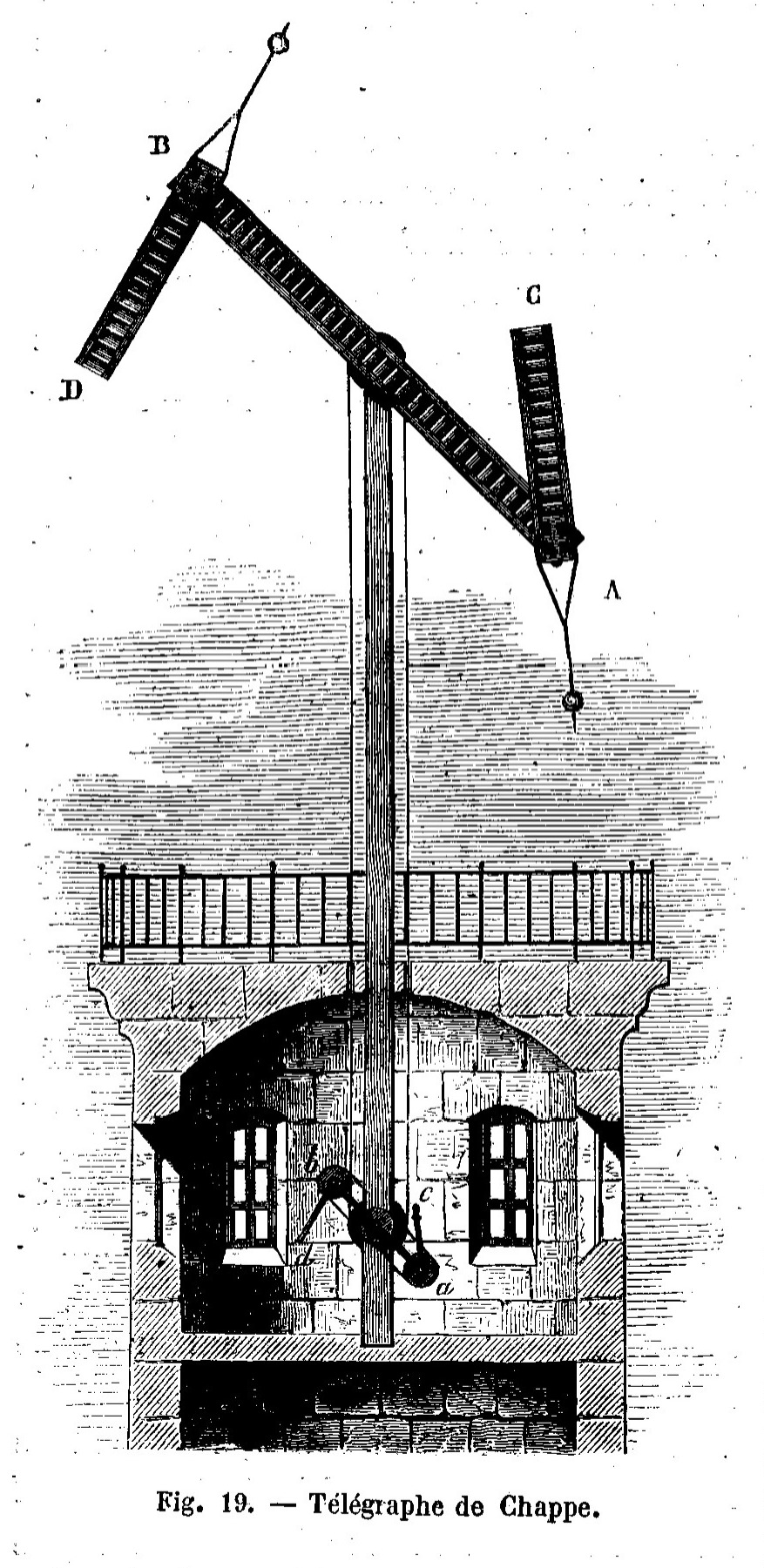
Télégraphe de Chappe

De semafoor of optische telegraaf was het eerste bruikbare middel voor optische telecommunicatie. Het woord semafoor is een samenstelling van de Griekse woorden σημα (teken) en φορεω (dragen).

## Geschiedenis
Al in de Oudheid was het idee ter sprake gekomen (door Cleoxenus, Democleitus en Polybius - beschreven door Sextus Julius Africanus in zijn boek Kestoi, geschreven omstreeks 225), maar het is onzeker of het ook is uitgevoerd. Tot dan toe communiceerden mensen op afstand via bijvoorbeeld rooksignalen, de tamtam, de postkoets en koeriers te paard. De semafoor is uitgevonden door Robert Hooke. Hooke heeft het idee van visuele telegrafie gepresenteerd in 1684 aan de Royal Society. In zijn werk werd de optische telegraaf met vele praktische details beschreven, maar het systeem is nooit tot uitvoer gebracht.

## Chappe

### Aanleg
In 1791 werd door de Fransman Claude Chappe een uitvoering van het eerste type optische telegraaf gedemonstreerd: op 2 en 3 maart konden de inwoners van de Franse stadjes Brûlon (Chappes geboorteplaats) en Parcé in het departement Sarthe zich vergapen aan een vreemd schouwspel. De gebroeders Chappe gaven een demonstratie van de mogelijkheden van een nieuw communicatiemiddel. Onder leiding van Chappe werd op een plat dak van het kasteel van Brûlon een slingeruurwerk geplaatst. Bij deze klok verrees een vier meter hoge stelling, waarin een vierkant houten paneel kon draaien. Dat paneel was aan één kant zwart en aan de andere kant wit geschilderd. Op een huis in Parcé, vijftien kilometer verderop, werd zo'n zelfde constructie van de Chappetelegraaf, klok en een verrekijker geplaatst.
De telegraaf van Chappe was een op een toren of bergtop geplaatst houten bouwsel: een verticale balk waaraan bovenaan een H-vormige constructie wordt bevestigd. De dwarsbalk van de H (régulateur) kon in vier verschillende standen worden geplaatst en de twee armen (indicateurs) van de H konden elk in acht verschillende posities worden gezet. Met die mogelijkheden zijn er 196 verschillende signalen te versturen (minder dan 4 × 8 × 8, omdat een aantal moeilijk van grote afstand te herkennen posities niet als codewoord mocht worden gebruikt).
De torens werden op zichtafstand (ongeveer 10 km) van elkaar geplaatst. De telegrafisten konden met een verrekijker de andere torens waarnemen.
In 1793 begon de oudste broer van Claude Chappe met de voorbereidingen voor de aanleg van de eerste echte lijn met optische telegrafen tussen Parijs en Lille (Rijsel), over een afstand van 192 km met 15 stations. Een signaal had 9 minuten nodig om deze afstand af te leggen; 32 minuten waren nodig voor een bericht van 36 signalen. Toen Napoleon in 1799 aan de macht kwam, begon zijn minister van oorlog, Lazare Carnot, aan de uitbreiding van het telegraafnet, onder meer naar Italië en Spanje.
Parijs werd via Lyon, Turijn en Milaan verbonden met Venetië. Er kwam een lijn van Parijs via Lille en Brussel naar Antwerpen (op de Onze-Lieve-Vrouwekathedraal). Deze lijn werd in 1811 na de inlijving van Nederland doorgetrokken naar Amsterdam, en wel bovenop de Weesperpoort.
Er stond onder andere een semafoor op de oude vuurtoren Toren van de Leughenaer in Duinkerke.

### Gebruik
De telegrafisten wisten niet wat de codes betekenden, ze hoefden alleen de stand van de armen te kopiëren.
Sommige posities van de armen waren bedoeld voor dienstmededelingen, bijvoorbeeld om de telegrafisten congé te geven en om een storing te melden. Deze codes waren natuurlijk wel bekend.
Mist en regen waren spelbrekers en een poging om 's nachts berichten door te geven door de semaforen met lampen te verlichten mislukte.
Daarnaast moest Chappe allerhande praktische problemen oplossen:
- welk transmissieprotocol gebruiken om eenvoudig, snel en betrouwbaar te communiceren?
- wat doen als een van de stations uitvalt?
- hoe vermijden dat berichten tegen elkaar opbotsen?

## Richard Lovell Edgeworth
In Ierland deed Richard Lovell Edgeworth zijn eerste poging tot de opzet van telegrafische communicatie tussen 1765 en 1770. Toen een Franse invasie op handen was in 1794 en 1796, stelde hij het parlement voor zijn systeem in te voeren, maar dit voorstel is niet geïmplementeerd.

## Semafoorsystemen
Er is nogal eens verwarring over de naamgeving telegraaf of semafoor: Semaforen waren in eerste instantie bedoeld als optische telegraaf langs de kust. In Frankrijk werden deze sémaphore genoemd. Het merk telegraaf was tot dan toe voorbehouden aan het apparaat dat ontwikkeld was door Claude Chappe. De werking van de Franse semaforen en optische telegrafen verschilt weinig.
In 1795 werd in Nederland een eigen semafoor of kusttelegraaf bedacht. Deze werd ontwikkeld onder leiding van de gepensioneerde schout-bij-nacht Joan van Woensel. Onder dreiging van een Engelse oorlog werden de oude vlaggenseinen vervangen door langs de hele kust deze telegraafpalen te plaatsen. Het seintoestel had in 1795 een vaste mast en ra, waaraan overdag bollen werden gehesen en die was voorzien van beweegbare wieken.

## Spoorwegbeveiliging

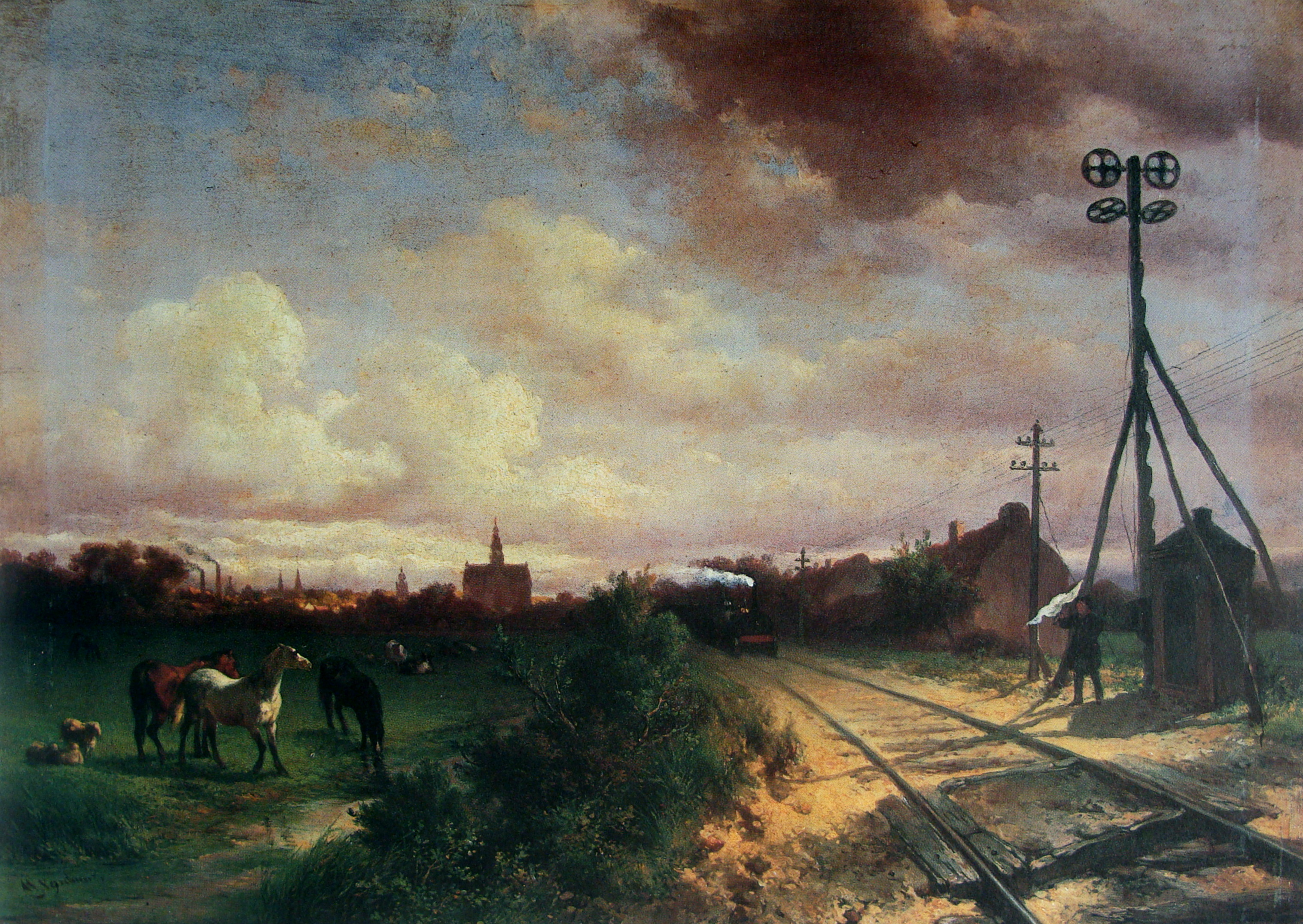
Een semafoor en een wachter aan de spoorweg van Amsterdam naar Haarlem. De wachter toont de witte vlag ten teken dat het spoor veilig is. Schilderij van Wouterus Verschuur, ca. 1845.

Bij de eerste spoorwegen kende men nog geen beveiliging met seinen langs de baan die opdrachten gaven aan treinbestuurders. In plaats daarvan was langs het spoor een serie wachtposten ingericht, die alle bemand waren. De posten communiceerden onderling, en met de stations aan de uiteinden van het baanvak, door middel van een optische telegraaf. Opdrachten aan het treinpersoneel werden dan met vlaggen of lantaarns door de wachters gegeven.

## De semafoor in literatuur en media
- In het boek De Graaf van Monte-Cristo van Alexandre Dumas wordt beschreven dat een telegrafist door de hoofdpersoon wordt omgekocht om een vals bericht te versturen. De telegrafist kende de code niet (hij hoefde immers alleen maar de stand van andere seinposten te kopiëren) en de boodschap werd dan ook door Monte-Cristo gedicteerd.
- In het komische televisieprogramma Monty Python's Flying Circus wordt het boek Wuthering Heights gecombineerd met de semafoor.
- De eigenaar van de hond Dommel uit de gelijknamige stripverhalen en de daarvan afgeleide tekenfilmserie draagt de naam Semafoor.
- In de schijfwereldserie van de Britse schrijver Terry Pratchett, speelt de semafoor een belangrijke rol als de modernste manier van communiceren. Met name in de boeken rond het personage Moist von Lipwig heeft de semafoor een rol van betekenis in het plot.